# Máquina de Carnot

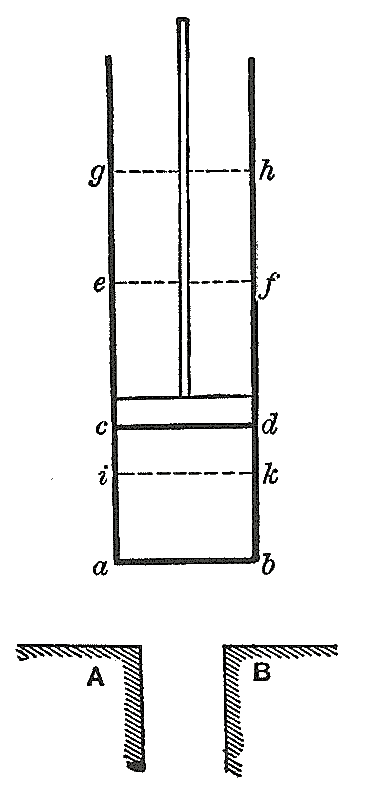
Máquina Carnot "original", diagrama de 1824.

La máquina de Carnot es una máquina ideal que utiliza calor para realizar un trabajo. En ella hay un gas sobre el que se ejerce un proceso cíclico de expansión y compresión entre dos temperaturas. El ciclo termodinámico utilizado se denomina ciclo de Carnot y fue estudiado por Sadi Carnot alrededor de 1820.
Carnot se propone encontrar el máximo rendimiento que puede tener una máquina térmica y en su empeño, enuncia el segundo principio de la termodinámica en estos términos: Para poder obtener trabajo mecánico del calor, es necesario contar con dos fuentes de calor a distintas temperaturas. Poco se podía imaginar la evolución y la transcendencia de este principio a lo largo de los años en términos como la entropía o la termodinámica estadística.
Carnot parte del primer principio de la termodinámica que, en su forma diferencial, para una transformación abierta de un sistema cerrado, se puede escribir así:
{\displaystyle dQ=dU+dW=c_{v}.dT+Pdv}
Teniendo en cuenta el convenio termodinámico de signos podría expresarse en palabras así: El calor aplicado sobre un sistema cerrado, se transforma en un aumento de la energía interna del sistema, por aumento de su temperatura, y un trabajo que el sistema realiza contra el medio exterior.
La máquina puede imaginarse como un cilindro sobre el que discurre un pistón, cuyo eje, en su movimiento, empuja un carrito, efectuando un trabajo de desplazamiento, con una fuerza igual a la presión del gas por la superficie del cilindro sobre un espacio igual al recorrido del pistón dentro del cilindro. El cilindro contiene una cierta cantidad de un gas ideal y la máquina funciona intercambiando calor entre dos fuentes de temperaturas constantes T1 > T2. 

## Funcionamiento de la Máquina de Carnot
Las cuatro transformaciones del ciclo, se eligen porque son con las que se consigue o se aprovecha mayor cantidad de trabajo de todas las existentes posibles:

### Expansión isotérmica
Expansión isotérmica. Se parte de una situación en la que el gas ocupa el volumen mínimo Vmin a la temperatura T1 y a presión alta. En este estado se transfiere calor al cilindro desde la fuente de temperatura T1, haciendo que el gas se expanda. Al expandirse, el gas tiende a enfriarse, pero absorbe calor de T1 y mantiene su temperatura constante. El volumen del gas aumenta produciendo un trabajo sobre el pistón. Dado que la temperatura permanece constante durante esta parte del ciclo, el gas no cambia su energía interna y todo el calor absorbido de T1 se convierte en trabajo
{\displaystyle T_{1}=cte\quad \Rightarrow \quad dU=c_{v}.dT=0\quad \Rightarrow \quad dQ_{1}=dW_{1}}

### Expansión adiabática
Expansión adiabática. La expansión isotérmica termina en un punto tal que el resto de la expansión pueda realizarse sin intercambio de calor. Esta expansión adiabática hace que el gas se enfríe hasta alcanzar exactamente la temperatura T2 en el momento en que el pistón alcanza el punto máximo de su carrera y el gas alcanza su volumen máximo Vmax. Durante esta etapa todo el trabajo realizado por el gas proviene de su energía interna, que es negativa porque disminuye:
{\displaystyle dQ_{2}=0\quad \Rightarrow \quad -dU=dW_{2}\quad \Rightarrow \quad -c_{v}.dT=P.dv}

### Compresión isotérmica
Compresión isotérmica. Se pone en contacto con el cilindro la fuente de calor de temperatura T2 y el gas comienza a comprimirse, pero no aumenta su temperatura porque va cediendo calor a la fuente fría. Durante esta parte del ciclo se hace trabajo sobre el gas pero, como la temperatura permanece constante, la energía interna no cambia y el trabajo es absorbido en forma de calor por la fuente T2:

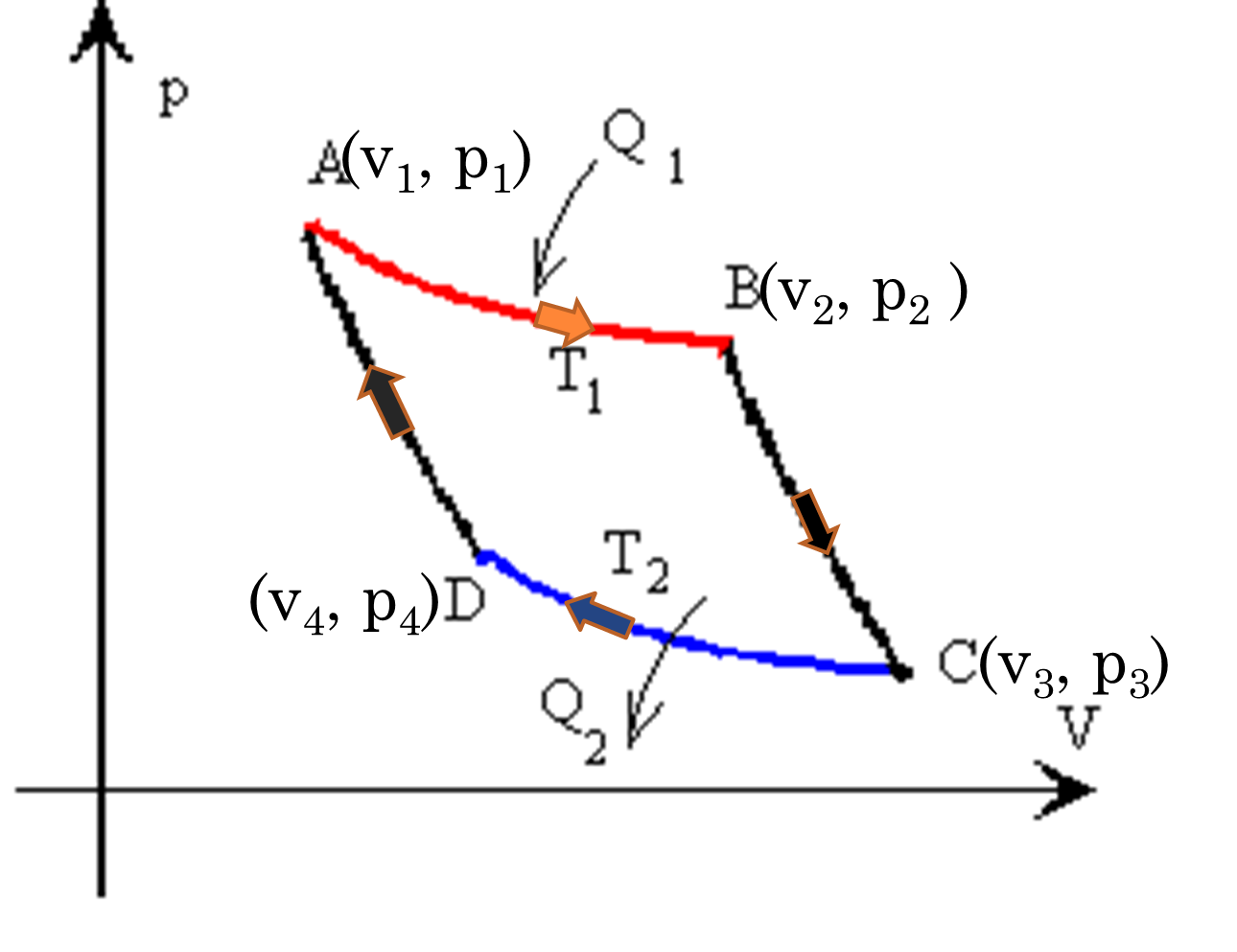
Diagrama P-v. Ciclo de Carnot

{\displaystyle T_{2}=cte.\quad \Rightarrow \quad dU=c_{v}.dT=0\quad \Rightarrow \quad -dQ_{3}=-dW_{3}\quad \Rightarrow \quad -P.dv=-dQ_{3}}

### Compresión adiabática
Compresión adiabática. La fuente T2 se retira en el momento adecuado para que durante el resto de la compresión el gas eleve su temperatura hasta alcanzar exactamente el valor T1 al mismo tiempo que el volumen del gas alcanza su valor mínimo Vmin. Durante esta etapa no hay intercambio de calor y el trabajo realizado sobre el gas se convierte en energía interna:
{\displaystyle dQ_{4}=0\quad \Rightarrow \quad dU=-dW_{4}\quad \Rightarrow \quad c_{v}.dT=-P.dv}
Todas las transformaciones son cuasiestáticas y reversibles. Es decir, se producen a una velocidad sumamente lenta, de forma que se considera que las transformaciones son una sucesión de infinitos estados de equilibrio y todas ellas pueden realizarse en sentido inverso, incluido el medio exterior, que debe terminar con las mismas condiciones que tenía al principio.
No olvidemos que el fin era obtener el máximo rendimiento, que como para cualquier evento, es la relación entre lo conseguido y lo que ha habido que aportar para obtenerlo. En este caso entre el trabajo realizado por el sistema y el calor aportado al mismo:

{\displaystyle \eta ={\frac {W}{Q_{1}}}={\frac {Q_{1}-Q_{2}}{Q_{1}}}=1-{\frac {Q_{2}}{Q_{1}}}}
La anterior es válida para cualquier ciclo; para el de Carnot, los cambios de calor se producen en los dos procesos isotérmicos:
{\displaystyle Q_{1}=R.T_{1}.ln\left({\frac {v_{2}}{v_{1}}}\right)}
{\displaystyle Q_{2}=R.T_{2}.ln\left({\frac {v_{3}}{v_{4}}}\right)}
En los adiabáticos:
{\displaystyle \left({\frac {v_{2}}{v_{3}}}\right)^{\gamma -1}={\frac {T_{2}}{T_{1}}}}
{\displaystyle \left({\frac {v_{1}}{v_{4}}}\right)^{\gamma -1}={\frac {T_{2}}{T_{1}}}}
Por lo tanto:
{\displaystyle {\frac {v_{2}}{v_{3}}}={\frac {v_{1}}{v_{4}}}\quad \Rightarrow \quad {\frac {v_{2}}{v_{1}}}={\frac {v_{3}}{v_{4}}}}
Dividiendo miembro a miembro las dos primeras y teniendo en cuenta esta última:
{\displaystyle {\frac {Q_{2}}{Q_{1}}}={\frac {T_{2}}{T_{1}}}}
Por lo que se puede escribir para el rendimiento del ciclo de Carnot:
{\displaystyle \eta ={\frac {Q_{1}-Q_{2}}{Q_{1}}}=1-{\frac {Q_{2}}{Q_{1}}}=1-{\frac {T_{2}}{T_{1}}}}
Que es el máximo que puede obtenerse para un ciclo que se realiza entre dos fuentes con estas temperaturas. También se puede decir que el rendimiento de estas máquinas aumenta cuanto mayor es la temperatura del foco caliente {\displaystyle T_{1}} y menor la del foco frío {\displaystyle T_{2}}.

## Trabajo realizado
Por la Primera Ley de la Termodinámica, en cada ciclo la máquina realiza un trabajo mecánico dW igual al calor dQ transferido de T2 a T1, lo cual se puede comprobar usando las igualdades obtenidas en cada ciclo:
{\displaystyle dQ=dQ_{1}+dQ_{3}=dW_{1}+dW_{3}.}
donde la segunda igualdad se obtiene de 1) y 3). Por otro lado, el estado del gas al terminar un ciclo es el mismo que al comenzarlo, por lo que el cambio de su energía interna debe ser cero:
{\displaystyle dU_{1}+dU_{2}+dU_{3}+dU_{4}=0.}
De esta igualdad y de 1), 2), 3) y 4) se deduce que dW2 + dW4 = 0. Por lo tanto
{\displaystyle dQ=dW_{1}+dW_{3}=dW_{1}+dW_{2}+dW_{3}+dW_{4}=dW}
En este diagrama P-v en procesos de cuasiequilibrio, el trabajo viene dado por el área bajo la curva. El área bajo la curva A-B-C es el trabajo efectuado por el gas durante la expansión y el área bajo la curva C-D-A es el trabajo realizado contra el gas en la compresión. El área encerrada por la trayectoria total del ciclo A-B-C-D_A es la diferencia entre los dos anteriores y representa el trabajo neto efectuado durante el ciclo y por lo dicho anteriormente, igual al calor intercambiado.